# Rhyparia
Rhyparia is een geslacht van vlinders uit de familie van de spinneruilen (Erebidae), onderfamilie beervlinders (Arctiinae).

## Soorten
- Rhyparia purpurata (Purperbeer) - (Linnaeus, 1758)